# Liste des monuments historiques de Colmar
Pour un article plus général, voir Liste des monuments historiques du Haut-Rhin.
Ce tableau présente la liste de tous les monuments historiques de Colmar (Haut-Rhin), classés ou inscrits.

## Monuments historiques
Selon la base Mérimée, il y a 58 monuments historiques à Colmar, inscrits ou classés.
Le presbytère protestant a cinq notices différentes.
| Monument | Adresse                                                     | Coordonnées                      | Notice         | Protection     | Date           | Illustration |
| --- | ----------------------------------------------------------- | -------------------------------- | -------------- | -------------- | -------------- | --- |
| Cimetière calvaire | 135, rue du Ladhof                                          | 48° 05′ 39″ nord, 7° 22′ 09″ est | « PA00085360 » | Inscrit        | 1930           | Cimetièrecalvaire |
| Chancellerie corps principal, corps annexe et dépendance avec galerie à balustrade, mur de clôture avec portail, garde-corps en fer forgé, abreuvoir | 6, rue des Augustins                                        | 48° 04′ 34″ nord, 7° 21′ 29″ est | « PA00085776 » | Inscrit        | 1992           | Chancelleriecorps principal, corps annexe et dépendance avec galerie à balustrade, mur de clôture avec portail, garde-corps en fer forgé, abreuvoir |
| Château d'eau château d'eau sauf toiture | Avenue Raymond-Poincaré                                     | 48° 04′ 16″ nord, 7° 21′ 10″ est | « PA00125232 » | Inscrit        | 1993           | Château d'eauchâteau d'eau sauf toiture |
| Collégiale Saint-Martin ancienne collégiale | Place de la Cathédrale                                      | 48° 04′ 38″ nord, 7° 21′ 30″ est | « PA00085368 » | Classé         | 1840           | Collégiale Saint-Martinancienne collégiale |
| Corps de garde (maison de police) - façades, toitures, escalier, pièces du premier étage - ancienne crypte-ossuaire                                  | 17, place de la Cathédrale                                  | 48° 04′ 37″ nord, 7° 21′ 28″ est | « PA00085361 » | Classé         | 1958 1991      | Corps de garde (maison de police)- façades, toitures, escalier, pièces du premier étage- ancienne crypte-ossuaire                                   |
| Cour d'appel façades, toitures, hall d'entrée avec escalier d'honneur                                                                                | 9, avenue Raymond-Poincaré                                  | 48° 04′ 17″ nord, 7° 21′ 03″ est | « PA00085362 » | Inscrit        | 1985           | Cour d'appelfaçades, toitures, hall d'entrée avec escalier d'honneur                                                                                |
| Cour d'assises escalier monumental avec garde-corps, façades, toitures, vestibule, plafond de la salle d'assises                                     | Rue Berthe-Molly                                            | 48° 04′ 32″ nord, 7° 21′ 26″ est | « PA00085775 » | Inscrit        | 1992           | Cour d'assisesescalier monumental avec garde-corps, façades, toitures, vestibule, plafond de la salle d'assises                                     |
| Couvent des Dominicains cloître, église | Place des Dominicains 1, place des Martyrs-de-la-Résistance | 48° 04′ 43″ nord, 7° 21′ 24″ est | « PA00085364 » | Classé         | 1948           | Couvent des Dominicainscloître, église |
| Couvent des Unterlinden (actuel musée Unterlinden) ancien couvent                                                                                    | 1, rue des Unterlinden                                      | 48° 04′ 47″ nord, 7° 21′ 20″ est | « PA00085365 » | Classé         | 1852           | Couvent des Unterlinden (actuel musée Unterlinden)ancien couvent                                                                                    |
| Couvent Sainte-Catherine couvent | 8, rue Kléber                                               | 48° 04′ 43″ nord, 7° 21′ 14″ est | « PA00085363 » | Classé         | 1903           | Couvent Sainte-Catherinecouvent |
| Église Saint-Matthieu (église des Franciscains) ancienne église                                                                                      | Grand-Rue                                                   | 48° 04′ 38″ nord, 7° 21′ 38″ est | « PA00085367 » | Classé         | 1948           | Église Saint-Matthieu (église des Franciscains)ancienne église                                                                                      |
| Enceintes médiévales restes des enceintes | rue Schwendi Quai de la Poissonnerie                        | 48° 04′ 29″ nord, 7° 21′ 39″ est | « PA00085369 » | Inscrit        | 1929           | Enceintes médiévalesrestes des enceintes |
| Gare centrale des voyageurs bâtiment principal | 9, place de la Gare                                         | 48° 04′ 21″ nord, 7° 20′ 49″ est | « PA00085370 » | Inscrit        | 1984           | Gare centrale des voyageursbâtiment principal |
| Grenier à grains médiéval parties subsistantes, sous-sol                                                                                             | 12-16, rue des Marchands                                    | 48° 04′ 37″ nord, 7° 21′ 24″ est | « PA00085764 » | Inscrit        | 1991           | Grenier à grains médiévalparties subsistantes, sous-sol                                                                                             |
| Ancien hôpital façades principales et latérales | Place du 2-Février                                          | 48° 04′ 35″ nord, 7° 21′ 40″ est | « PA00085371 » | Inscrit        | 1929 1946      | Ancien hôpitalfaçades principales et latérales |
| Hôtel de Reiset façade, toiture | 50, rue des Clefs                                           | 48° 04′ 45″ nord, 7° 21′ 29″ est | « PA00085372 » | Inscrit        | 1929           | Hôtel de Reisetfaçade, toiture |
| Hôtel de ville façade principale | 48, rue des Clefs                                           | 48° 04′ 45″ nord, 7° 21′ 31″ est | « PA00085373 » | Inscrit        | 1929           | Hôtel de villefaçade principale |
| Immeuble façades et toitures sur cour, sauf construction du XXe siècle                                                                               | 7, place de la Cathédrale                                   | 48° 04′ 40″ nord, 7° 21′ 34″ est | « PA00085777 » | Inscrit        | 1992           | Immeublefaçades et toitures sur cour, sauf construction du XXe siècle                                                                               |
| Immeuble façades et toitures sur rues et sur cour, galeries à balustrades, passage d'entrée                                                          | 23, rue Berthe-Molly                                        | 48° 04′ 34″ nord, 7° 21′ 23″ est | « PA00085376 » | Inscrit        | 1985           | Immeublefaçades et toitures sur rues et sur cour, galeries à balustrades, passage d'entrée                                                          |
| Koïfhus (ancienne douane) - intérieur du bâtiment et annexes, colonne - façades et toitures                                                          | 29, Grand-Rue                                               | 48° 04′ 33″ nord, 7° 21′ 33″ est | « PA00085366 » | Inscrit Classé | 1930 1974      | Koïfhus (ancienne douane)- intérieur du bâtiment et annexes, colonne- façades et toitures                                                           |
| Lycée Bartholdi - chapelle - théâtre, bibliothèque - escalier d'honneur avec rampe, vestibule avec cage                                              | 1, boulevard Saint-Pierre                                   | 48° 04′ 23″ nord, 7° 21′ 21″ est | « PA00085377 » | Classé Inscrit | 1920 1923 1986 | Lycée Bartholdi- chapelle- théâtre, bibliothèque- escalier d'honneur avec rampe, vestibule avec cage                                                |
| Maison façades, toitures | 8, rue des Augustins rue Schongauer                         | 48° 04′ 34″ nord, 7° 21′ 27″ est | « PA00085381 » | Inscrit        | 1929           | Maisonfaçades, toitures |
| Maison portail, tourelle d'escalier | 15, rue Berthe-Molly                                        | 48° 04′ 36″ nord, 7° 21′ 22″ est | « PA00085383 » | Inscrit        | 1929           | Maisonportail, tourelle d'escalier |
| Maison portail d'entrée | 4 ,rue des Boulangers                                       | 48° 04′ 41″ nord, 7° 21′ 21″ est | « PA00085384 » | Classé         | 1928           | Maisonportail d'entrée |
| Maison façades et toitures sur rue | Place du Général-André-Hartemann 11, rue Pfeffel            | 48° 04′ 29″ nord, 7° 21′ 21″ est | « PA00085400 » | Inscrit        | 1929           | Maisonfaçades et toitures sur rue |
| Maison porte | 48, rue des Marchands                                       | 48° 04′ 34″ nord, 7° 21′ 30″ est | « PA00085398 » | Inscrit        | 1930           | Maisonporte |
| Maison façade sur rue, arcades, tourelle d'escalier, portail                                                                                         | 6, rue Morel                                                | 48° 04′ 38″ nord, 7° 21′ 35″ est | « PA00085399 » | Inscrit        | 1929           | Maisonfaçade sur rue, arcades, tourelle d'escalier, portail                                                                                         |
| Maison portes sur rue et vestibule, escalier à vis                                                                                                   | 4, rue Saint-Martin                                         | 48° 04′ 40″ nord, 7° 21′ 27″ est | « PA00085401 » | Inscrit        | 1929           | Maisonportes sur rue et vestibule, escalier à vis                                                                                                   |
| Maison façades sur rue et cour, toitures | 9, rue de Turenne                                           | 48° 04′ 25″ nord, 7° 21′ 30″ est | « PA00085402 » | Inscrit        | 1929           | Maisonfaçades sur rue et cour, toitures |
| Maison Adolph façades, toitures | 16, place de la Cathédrale                                  | 48° 04′ 37″ nord, 7° 21′ 29″ est | « PA00085385 » | Inscrit        | 1929           | Maison Adolphfaçades, toitures |
| Maison des artisans façade et toiture sur rue sur la partie droite                                                                                   | 4, rue des Artisans                                         | 48° 04′ 44″ nord, 7° 21′ 37″ est | « PA00085374 » | Inscrit        | 1975           | Maison des artisansfaçade et toiture sur rue sur la partie droite                                                                                   |
| Maison natale d'Auguste Bartholdi (actuel musée Bartholdi) deux portes                                                                               | 30, rue des Marchands                                       | 48° 04′ 36″ nord, 7° 21′ 28″ est | « PA00085403 » | Inscrit        | 1926           | Maison natale d'Auguste Bartholdi (actuel musée Bartholdi)deux portes                                                                               |
| Maison des chevaliers de Saint-Jean façades et toitures sur rue et sur cour                                                                          | Rue Saint-Jean 43, Grand-Rue                                | 48° 04′ 30″ nord, 7° 21′ 28″ est | « PA00085394 » | Classé         | 1903           | Maison des chevaliers de Saint-Jeanfaçades et toitures sur rue et sur cour                                                                          |
| Maison Fleischhauer façades sur rue et sur cour, vestibule                                                                                           | 3, rue Nicolas-de-Corberon                                  | 48° 04′ 33″ nord, 7° 21′ 19″ est | « PA00085387 » | Inscrit        | 1929           | Maison Fleischhauerfaçades sur rue et sur cour, vestibule                                                                                           |
| Maison Kern façades, toitures, décors intérieurs | 1, rue du Conseil-Souverain                                 | 48° 04′ 32″ nord, 7° 21′ 30″ est | « PA00085744 » | Inscrit        | 1990           | Maison Kernfaçades, toitures, décors intérieurs |
| Maison zum Kragen façades, toitures | 9, rue des Marchands                                        | 48° 04′ 36″ nord, 7° 21′ 29″ est | « PA00085396 » | Classé         | 1949           | Maison zum Kragenfaçades, toitures |
| Maison zum Oesterreich façade sur rue avec oriel, toiture                                                                                            | 23-25, rue des Marchands                                    | 48° 04′ 34″ nord, 7° 21′ 31″ est | « PA00085397 » | Inscrit        | 1929           | Maison zum Oesterreichfaçade sur rue avec oriel, toiture                                                                                            |
| Maison Pfeffel portail (aujourd'hui muré) | 15, rue Chauffour rue Pfeffel                               | 48° 04′ 30″ nord, 7° 21′ 20″ est | « PA00085386 » | Inscrit        | 1929           | Maison Pfeffelportail (aujourd'hui muré) |
| Maison Pfister maison | 11, rue des Marchands                                       | 48° 04′ 36″ nord, 7° 21′ 30″ est | « PA00085378 » | Classé         | 1927           | Maison Pfistermaison |
| Maison aux raisins façades et toitures sur rue, grille en fer forgé                                                                                  | 7, rue Bartholdi                                            | 48° 04′ 18″ nord, 7° 21′ 23″ est | « PA00085375 » | Inscrit        | 1975           | Maison aux raisinsfaçades et toitures sur rue, grille en fer forgé                                                                                  |
| Maison Sandherr façades, toitures | 36, Grand-Rue                                               | 48° 04′ 36″ nord, 7° 21′ 34″ est | « PA00085393 » | Inscrit        | 1929           | Maison Sandherrfaçades, toitures |
| Maison Schongauer façades sur rues, toitures | 36, rue des Marchands rue Schongauer                        | 48° 04′ 36″ nord, 7° 21′ 29″ est | « PA00085379 » | Inscrit        | 1929           | Maison Schongauerfaçades sur rues, toitures |
| Maison des Têtes façade | 19, rue des Têtes                                           | 48° 04′ 43″ nord, 7° 21′ 20″ est | « PA00085380 » | Classé         | 1898           | Maison des Têtesfaçade |
| Maison Wildungshof galerie sur cour | 12, rue Berthe-Molly                                        | 48° 04′ 37″ nord, 7° 21′ 21″ est | « PA00085382 » | Classé         | 1929           | Maison Wildungshofgalerie sur cour |
| Maisonnette Bohn maison | 50, Grand-Rue (cour intérieure privée)                      | 48° 04′ 35″ nord, 7° 21′ 33″ est | « PA00085395 » | Classé         | 1990           | Maisonnette Bohnmaison |
| Palais du Conseil souverain d'Alsace, actuel tribunal de grande instance - ancien palais sauf parties classées - façades, toitures, deux chapelles   | 56, Grand-Rue rue des Augustins                             | 48° 04′ 33″ nord, 7° 21′ 29″ est | « PA00085404 » | Inscrit Classé | 1930 1998      | Palais du Conseil souverain d'Alsace, actuel tribunal de grande instance- ancien palais sauf parties classées- façades, toitures, deux chapelles    |
| Poêle des Laboureurs façades, toitures | 7, rue Vauban                                               | 48° 04′ 42″ nord, 7° 21′ 40″ est | « PA00085405 » | Inscrit        | 1929           | Poêle des Laboureursfaçades, toitures |
| Presbytère protestant arcades | 11, Grand-Rue                                               | 48° 04′ 37″ nord, 7° 21′ 36″ est | « PA00085388 » | Inscrit        | 1929           | Presbytère protestantarcades |
| Presbytère protestant arcades | 13, Grand-Rue                                               | 48° 04′ 37″ nord, 7° 21′ 36″ est | « PA00085389 » | Inscrit        | 1929           | Presbytère protestantarcades |
| Presbytère protestant arcades | 15, Grand-Rue                                               | 48° 04′ 37″ nord, 7° 21′ 36″ est | « PA00085390 » | Inscrit        | 1929           | Presbytère protestantarcades |
| Presbytère protestant arcades | 17, Grand-Rue                                               | 48° 04′ 37″ nord, 7° 21′ 36″ est | « PA00085391 » | Inscrit        | 1929           | Presbytère protestantarcades |
| Presbytère protestant arcades | 19, Grand-Rue                                               | 48° 04′ 37″ nord, 7° 21′ 36″ est | « PA00085392 » | Inscrit        | 1929           | Presbytère protestantarcades |
| Puits de 1584 puits | Place des Dominicains                                       | 48° 04′ 42″ nord, 7° 21′ 26″ est | « PA00085406 » | Inscrit        | 1937           | Puits de 1584puits |
| Monument à l'amiral Bruat statue sauf socle | Champ-de-Mars                                               | 48° 04′ 32″ nord, 7° 21′ 10″ est | « PA00085407 » | Classé         | 1946           | Monument à l'amiral Bruatstatue sauf socle |
| Monument au général Rapp statue | Place Rapp                                                  | 48° 04′ 37″ nord, 7° 21′ 15″ est | « PA00085408 » | Classé         | 1945           | Monument au général Rappstatue |
| Synagogue synagogue | Rue de la Cigogne                                           | 48° 04′ 37″ nord, 7° 21′ 45″ est | « PA00085409 » | Inscrit        | 1984           | Synagoguesynagogue |
| Temple maçonnique immeuble, grille, mur de clôture, huisseries                                                                                       | 37, avenue Clemenceau                                       | 48° 04′ 10″ nord, 7° 21′ 34″ est | « PA68000048 » | Inscrit        | 2007           | Temple maçonniqueimmeuble, grille, mur de clôture, huisseries                                                                                       |
| Villa Boeschlin façades, toitures, verrières, cage d'escalier avec rampe, grille de clôture sur rue                                                  | 5, rue des Américains                                       | 48° 04′ 20″ nord, 7° 21′ 21″ est | « PA68000012 » | Inscrit        | 1997           | Villa Boeschlinfaçades, toitures, verrières, cage d'escalier avec rampe, grille de clôture sur rue                                                  |

## Mobiliers historiques
Selon la base Palissy, il y a 51 objets monuments historiques à Colmar.
| Monument historique | Localisation                                                        | Protection | Date de la protection | Référence            | Photo |
| --- | ------------------------------------------------------------------- | ---------- | --------------------- | -------------------- | ----- |
| encensoir | collégiale Saint-Martin                                             | classé     | 1982                  | Notice no PM68000057 |       |
| calice | collégiale Saint-Martin                                             | classé     | 1982                  | Notice no PM68000056 |       |
| calice | collégiale Saint-Martin                                             | classé     | 1982                  | Notice no PM68000055 |       |
| croix-reliquaire | collégiale Saint-Martin                                             | classé     | 1982                  | Notice no PM68000054 |       |
| 2 burettes | collégiale Saint-Martin                                             | classé     | 1982                  | Notice no PM68000053 |       |
| tableau : la Vierge au buisson de roses | collégiale Saint-Martin                                             | classé     | 1978                  | Notice no PM68000050 |       |
| bas-relief : la Sainte Parenté | collégiale Saint-Martin                                             | classé     | 1978                  | Notice no PM68000049 |       |
| statue : Vierge à l'Enfant | collégiale Saint-Martin                                             | classé     | 1974                  | Notice no PM68000048 |       |
| groupe sculpté : Vierge de Pitié | collégiale Saint-Martin                                             | classé     | 1974                  | Notice no PM68000047 |       |
| croix : Christ en croix | collégiale Saint-Martin                                             | classé     | 1974                  | Notice no PM68000046 |       |
| tableau : Portrait du Premier Président Félix Marie Auguste Victor Carré de Malberg | cour d'appel                                                        | inscrit    | 2002                  | Notice no PM68001415 |       |
| tableau et son cadre : Portrait (II) du Premier Président Victor Rossée (?) | cour d'appel                                                        | inscrit    | 2002                  | Notice no PM68001414 |       |
| tableau et son cadre : Portrait (I) du Premier Président Victor Rossée | cour d'appel                                                        | inscrit    | 2002                  | Notice no PM68001413 |       |
| tableau et son cadre : Portrait du Premier Président Claude Léopold Antoine de Millet de Chevers | cour d'appel                                                        | inscrit    | 2002                  | Notice no PM68001412 |       |
| tableau et son cadre : Portrait du Premier Président Pierre François Hercule de Serre | cour d'appel                                                        | inscrit    | 2002                  | Notice no PM68001411 |       |
| tableau et son cadre : Portrait du Premier Président Jean-Louis Schirmer | cour d'appel                                                        | inscrit    | 2002                  | Notice no PM68001410 |       |
| fontaine de toilette (fontaine murale) | cour d'appel                                                        | inscrit    | 2001                  | Notice no PM68001393 |       |
| 9 lustres | cour d'appel                                                        | inscrit    | 2001                  | Notice no PM68001392 |       |
| 8 porte-manteaux à pied central | cour d'appel                                                        | inscrit    | 2001                  | Notice no PM68001391 |       |
| 6 porte-manteaux muraux | cour d'appel                                                        | inscrit    | 2001                  | Notice no PM68001390 |       |
| 9 tables à écrire (écritoires) et pupitres de plaidoirie | cour d'appel                                                        | inscrit    | 2001                  | Notice no PM68001389 |       |
| 4 bureaux | cour d'appel                                                        | inscrit    | 2001                  | Notice no PM68001388 |       |
| 4 armoires placards | cour d'appel                                                        | inscrit    | 2001                  | Notice no PM68001387 |       |
| 5 armoires | cour d'appel                                                        | inscrit    | 2001                  | Notice no PM68001386 |       |
| 10 tables | cour d'appel                                                        | inscrit    | 2001                  | Notice no PM68001385 |       |
| 35 fauteuils | cour d'appel                                                        | inscrit    | 2001                  | Notice no PM68001384 |       |
| deux fauteuils de magistrat | cour d'appel                                                        | inscrit    | 2001                  | Notice no PM68001383 |       |
| tableau et son cadre : Portrait du Premier Président Léon Siben | cour d'appel                                                        | inscrit    | 2001                  | Notice no PM68001382 |       |
| tableau et son cadre : Portrait du Président Luc Claude François Xavier Atthalin | cour d'appel                                                        | inscrit    | 2001                  | Notice no PM68001381 |       |
| presse à sceller du Procureur Général Impérial | cour d'appel                                                        | classé     | 2003                  | Notice no PM68000868 |       |
| cartel de la Cour d'Appel | cour d'appel                                                        | classé     | 2003                  | Notice no PM68000855 |       |
| tableau : Christ du Conseil Souverain d'Alsace | cour d'appel                                                        | classé     | 2003                  | Notice no PM68000854 |       |
| tableau : L'Assomption de la Vierge | église des Dominicains                                              | inscrit    | 1982                  | Notice no PM68001041 |       |
| 4 chandeliers, croix : Christ en croix | église des Dominicains                                              | classé     | 1982                  | Notice no PM68000641 |       |
| peintures murales : scènes de la vie du Christ | église des Dominicains                                              | classé     | 1948                  | Notice no PM68000446 |       |
| autel, retable, tabernacle, 2 tableaux : le Saint-Joseph, roi David jouant de la harpe | église des Dominicains                                              | classé     | 1988                  | Notice no PM68000064 |       |
| tableau, cadre : Saint-Augustin, Saint-Irénée | église des Dominicains                                              | classé     | 1982                  | Notice no PM68000063 |       |
| tableau : le Sacrifice d'Abraham | église des Dominicains                                              | classé     | 1982                  | Notice no PM68000062 |       |
| tableau : le songe de Jacob | église des Dominicains                                              | classé     | 1982                  | Notice no PM68000061 |       |
| tableau, cadre : Saint-Bruno refusant l'évêché de Reggio de Calabre | église des Dominicains                                              | classé     | 1982                  | Notice no PM68000060 |       |
| tableau : Saint-Pierre | église des Dominicains                                              | classé     | 1982                  | Notice no PM68000059 |       |
| 2 tableaux et leurs cadres : Saint-Joachim, Saint-Jean-Baptiste | église des Dominicains                                              | classé     | 1982                  | Notice no PM68000058 |       |
| 2 autels, 2 retables, 2 tableaux | église des Dominicains                                              | classé     | 1978                  | Notice no PM68000045 |       |
| stalles | église des Dominicains                                              | classé     | 1978                  | Notice no PM68000044 |       |
| 50 tableaux : Remise de la loi à Moïse ; David présentant la tête de Goliath et danse avec Myriam ; le Roi David jouant de la harpe ; David dansant devant l'arche de Babylone ; les Pleurs près du fleuve de Babylone ; l'Annonce aux bergers ; Annonciation ; Visitation ; Nativité ; Circoncision ; Adoration des Mages ; Présentation au Temple ; Fuite en Égypte ; Jésus et les Docteurs ; le Baptême du Christ ; la Tentation dans le désert ; Vocation de Simon Pierre ; Noces de Cana ; Prédication sur la montagne ; Jésus et la samaritaine ; Guérison du paralytique ; Jésus délivrant un possédé ; Jésus rassasiant 5000 hommes ; Guérison d'une païenne ; Jésus et la Cananéenne ; Guérison d'un sourd muet ; Transfiguration sur la montagne ; Guérison des lépreux ; Laissez venir à moi les petits enfants ; Résurrection de Lazare ; Aveugle sur le chemin de Jéricho (l') ; Entrée du Christ à Jérusalem ; Jésus châsse les marchands du temple ; Discussion avec les pharisiens ; Lavement des pieds (le) ; Cène (la) ; Repas chez Simon (le) ; Jésus au Jardin des oliviers ; Arrestation du Christ ; Jésus devant le conseil des juifs ; Flagellation ; Crucifixion ; Mise au tombeau ; Descente aux Limbes ; Trois femmes au tombeau (les) ; Incrédulité de Saint-Thomas ; Ascension du Christ ; Sainte Trinité (la) ; Pentecôte (la) ; Jugement dernier (le) | église protestante Saint-Matthieu, ancienne église des Franciscains | classé     | 1988                  | Notice no PM68000447 |       |
| orgue de tribune | église protestante Saint-Matthieu, ancienne église des Franciscains | classé     | 1988                  | Notice no PM68000879 |       |
| orgue de tribune : partie instrumentale de l'orgue | église protestante Saint-Matthieu, ancienne église des Franciscains | classé     | 1986                  | Notice no PM68000640 |       |
| orgue de tribune : buffet d'orgue | église protestante Saint-Matthieu, ancienne église des Franciscains | classé     | 1988                  | Notice no PM68000065 |       |
| statue : Christ en croix (Le) | église protestante Saint-Matthieu, ancienne église des Franciscains | classé     | 1997                  | Notice no PM68000731 |       |
| peinture monumentale : le Triomphe des dieux | lycée Bartholdi                                                     | classé     | 1920                  | Notice no PM68000051 |       |
| peintures murales : scènes bibliques | maison Pfister                                                      | classé     | 1927                  | Notice no PM68000052 |       |